# 妙法寺 (山梨県富士河口湖町)
妙法寺（みょうほうじ）は、山梨県南都留郡富士河口湖町小立にある法華宗本門流の寺院。山号は蓮華山、岡宮光長寺末。戦国時代の記録妙法寺記で知られる。

## 歴史
文永6年（1269年）日蓮の開山で創建の法華堂が起源。文永11年（1274年）川窪寺屋敷跡（六角堂）に移転を経て、永禄2年（1559年）現在地に再興された。明治19年（1886年）火災で伽藍を焼失し、現在の本堂は明治32年（1899年）に再建されたもの。

## 富士河口湖町指定文化財
- 三十番神堂　明治23年（1890年）再建の折衷様建築。明治20年に静岡県伊豆市、福地山修善寺の大黒天半跏像修復等を行った小土肥の彫刻師、勝呂浪義（万之助）による。
- 廻り舞台　明治19年（1886年）焼失後の再建。
- 庫裏　江戸時代後期の文政元年（1818年）建設。船津にあった井出興五右衛門宅の古民家を明治時代の明治20年頃に移築したもの。

## 参考資料
- 日蓮宗寺院大鑑編集委員会『宗祖第七百遠忌記念出版 日蓮宗寺院大鑑』大本山池上本門寺 (1981年)
- 市川智康『日蓮聖人の歩まれた道』水書房

座標: 北緯35度30分35.2秒 東経138度45分3.1秒 / 北緯35.509778度 東経138.750861度